# Ceratobaeus flavicolor
Ceratobaeus flavicolor är en stekelart som beskrevs av Durgadas Mukerjee 1978. Ceratobaeus flavicolor ingår i släktet Ceratobaeus och familjen Scelionidae. Inga underarter finns listade i Catalogue of Life.